# PSYCHIC FILE I
『PSYCHIC FILE I』（サイキックファイルワン）は、PSYCHIC FEVER from EXILE TRIBEの1枚目のミニ・アルバム。2023年5月17日にLDH Recordsから発売された。

## 概要
本作はCD+Blu-ray+歌詞付24Pフォトブック付の初回生産限定盤、CD+DVD+歌詞付24Pフォトブックの初回生産限定盤、CDのみの通常盤の3形態での発売。
タイトルには「サイエンス感」を込めており、デビュー直後からのタイを中心としたアジアでの活動経験を経て生まれた、新たな制作手法やサウンドに挑んだと報じられている。
リード曲「BAKU BAKU」はシンセポップ調で、タイのラッパーF.HEROが監修した「To The Top feat. DVI」、ジャージークラブの要素を取り入れた「Highlights」、オルタナティブR&B調のミディアムナンバー「アシンメトリー」、トレンドを意識したアップテンポの楽曲「Up and Down」など全7曲が収録されている。
また、本作ではグループのメンバーが初めて歌詞制作に参加した楽曲「ForEVER」「Nice & Slow」が含まれており、グループの世界観やファンへの想いを表現しているとされている。
音楽メディアReal Soundは、「タイでの経験と7人の音楽愛を活かした挑戦的な試み」と本作を評し、グループが新たなステージへ踏み出すターニングポイントになった作品であると分析している。

## 制作背景
PSYCHIC FEVERは、デビュー後の2022年9月から約半年間、活動拠点をタイに移して現地でのパフォーマンスやメディア出演などを通じた活動を行った。この海外活動の経験を通じて得た刺激をもとに楽曲制作が進められ、本作『PSYCHIC FILE I』にはその影響が反映された。
また、グループとしては初めてメンバー自身が歌詞制作に挑戦しており、「ForEVER」では、デビュー以来応援してくれるファンへの感謝の気持ちが表現されている。

## プロモーション・パフォーマンス
本EPのリード曲「BAKU BAKU」は発売に先駆けて2023年4月10日に音源配信とミュージックビデオが公開された。
同曲は、フジテレビ系列『めざまし8』の4月および5月のエンディングテーマに起用された。
発売後にはTBS系『CDTVライブ！ライブ！』の企画「ナイトフェス」に出演し、「BAKU BAKU」を披露した。
2023年6月から開催した初の単独ライブツアー「PSYCHIC FEVER LIVE TOUR 2023 “P.C.F”」では、本EP収録曲の主にセットリストに組み込まれ、各公演で収録曲が披露された。

## チャート成績
『PSYCHIC FILE I』は発売初週にオリコン週間アルバムランキングで最高3位を獲得。　
Billboard JapanのTop Albums Salesでは29,401枚(推定値)を売り上げ、同週3位にランクインした。
年間チャートでは、オリコン年間アルバムランキングで94位、Billboard Japan年間アルバムセールスチャートで93位を記録した。

## 収録曲

### CD
BAKU BAKU
- 作詞：ELIONE
- 作曲：SOFTSERVEBOY・SQVARE・Ryan Kim・el japo

フジテレビ系列『めざまし8』2023年4月・5月度エンディングテーマ
長崎国際テレビ『AIR』2023年6月度番組エンディング曲
読売テレビ2023年8月度エンディングテーマ
Highlights
- 作詞：ELIONE
- 作曲：Jigg・fiction.

アシンメトリー
- 作詞：ELIONE
- 作曲：Jigg・fiction.

Nice & Slow
- 作詞：KOKORO・WEESA・TSURUGI・RYOGA・REN・JIMMY・RYUSHIN・ELIONE
- 作曲：Gabriel Brandes・Alex Karlsson・Fabian Torsson

Up and Down
- 作詞：彩-xi-
- 作曲：FAST LANE・Rico Greene

To The Top feat. DVI
- 作詞：KOKORO・WEESA・TSURUGI・RYOGA・ JIMMY ・REN・ELIONE ・RYUSHIN
- 作曲：NINO・Ben Bizzy・Prong Praison・Archy・MINYMYNX・TAMP

ForEVER
- 作詞：KOKORO・WEESA・TSURUGI・RYOGA・ JIMMY ・REN・ELIONE ・RYUSHIN
- 作曲：Sean Michael Alexander・SQVARE・SOFTSERVEBOY

### DVD/Blu-ray
- THE SURVIVAL 2022 ～BALLISTIK BOYZ vs MA55IVE～ × PSYCHIC FEVER
  - 「PSYCHIC FEVER!!」/「Snow Candy」/「Choose One」
- EXILE 20th ANNIVERSARY EXILE LIVE TOUR 2021 "RED PHOENIX"
  - [DREAM SPARK]BEAT BOX/「Best For You」/「Choose One」/「Snow Candy」/「Hotline」/ 「PSYCHIC FEVER!!」
- 「BAKU BAKU」Music Video

## Highlights (Twilight Remix)
「Highlights (Twilight Remix)」は、PSYCHIC FEVER from EXILE TRIBEの楽曲。配信限定シングルとして2024年3月25日にリリースされた。
本曲は、『PSYCHIC FILE I』に収録されている『Highlights』のリミックスバージョンである。